# 察合安兀洼
察合安兀洼（蒙古语转写：Čaqa'an qo'a，12世纪？—1191年？），捏古思氏人，成吉思汗麾下的千户长之一。在《元朝秘史》等汉文史料中记作察合安豁阿、察合安兀洼，因此也被转写为“Čaqa'an u'as”。

## 家族背景与氏族起源
据《史集》记载，成吉思汗的远祖海都汗有子名为察剌孩领忽，其通过收继婚（娶兄长遗孀）生下的儿子“坚都·赤那”与“兀鲁克臣·赤那”，其后代形成了名为“赤那思”或“捏古思”的尼伦氏族。察剌孩领忽与正妻所生之子为想昆必勒格，其氏族成为泰赤乌氏的始祖。事实上，想昆必勒格本名也叫“赤那思”或“索尔喀图·赤那”，原本察剌孩领忽的后裔均称“赤那思氏”，后因想昆必勒格家族势力壮大而独立，改称“泰赤乌氏”。
泰赤乌氏在想昆必勒格之子俺巴孩被推举为蒙兀国第二代可汗后，成为与乞颜氏并列的蒙古部族核心氏族，捏古思/赤那思氏也随之隶属于泰赤乌氏。

## 投靠成吉思汗与十三翼之战
12世纪末，蒙古部内铁木真（即后来的成吉思汗）率领的乞颜氏与泰赤乌氏的权力斗争激化，各部族被迫选边站队。此时捏古思氏首领察合安兀洼不看好泰赤乌氏，转而投靠铁木真，因此埋下了泰赤乌氏对他的仇恨。
约1191年，在十三翼之战中，铁木真与协助泰赤乌氏的札答兰部首领札木合在“答兰·巴勒主惕”爆发冲突。因兵力悬殊，铁木真战败撤退，捏古思氏族人被札木合军俘获。因为捏古思氏背叛亲族泰赤乌氏而投靠铁木真，札木合下令将捏古思部百姓用大锅煮杀，察合安兀洼被斩首后，头颅还被拴在马尾上拖行。于是，札木合的暴行使其失去民心。

## 蒙古帝国建国后的追封
1206年，成吉思汗统一蒙古高原后，建立蒙古帝国，将游牧民整编为95个千户，其中设立了以察合安兀洼之子纳邻·脱斡邻勒为长官的捏古思氏千户。《元朝秘史》的功臣表中，察合安兀洼位列第25位。
成吉思汗建国后论功行赏时，特意召见已去世的忙忽氏畏答儿与捏古思氏察合安豁阿的遗族，赐予恩赏。察合安兀洼之子纳邻·脱斡邻勒请求集结离散的族人，成吉思汗应允：“此后，将捏古思氏人聚合，由你子孙世代统领。”
关于纳邻·脱斡邻勒请的记载较少，《史集》提到他后来与忽必来一同担任成吉思汗庶子阔列坚的“王傅”（辅政官）。